# 日本アドラー心理学会
日本アドラー心理学会は、1984年に、アドラー心理学の研究と啓発を目的に設立された日本で唯一の国際アドラー心理学会連合 (International Association of Individual Psychology) 公認団体。